# مونیک آلفرادیک
مونیک د آرائوخو آلفرادیک (زادهٔ ۲۹ آوریل ۱۹۸۶) یک هنرپیشه اهل برزیل است.
مونیک در ۲۹ آوریل ۱۹۸۶ در نیتروی، ریودوژانیرو، برزیل به دنیا آمد. تمایل او برای بازیگر شدن با تئاتر کودکان و کمپین‌های تبلیغاتی آغاز شد.

## فیلم‌شناسی

### تلویزیون
| سال  | عنوان                       | نقش               | یادداشت                                   |
| ---- | --------------------------- | ----------------- | ----------------------------------------- |
| ۱۹۹۶ | ویرا لاتا                   | کودک              | کامئو                                     |
| ۱۹۹۹ | پارک خوکسا                  | پاکیتا            | (۱۹۹۹–۲۰۰۲)                               |
| ۲۰۰۱ | سیاره خوکسا                 | دیکه              |                                           |
| ۲۰۰۳ | اکنون آنها هستند            | پاتریشیا          | کامئو                                     |
| ۲۰۰۳ | مالهسائو                    | ناتالیا           | کامئو                                     |
| ۲۰۰۴ | Xuxa در دنیای خیال          | گاتا میا          | "همانطور که Aventuras انجام Txutxucão"    |
| ۲۰۰۵ | ماه به من گفت               | برانکا سا مارکز   |                                           |
| ۲۰۰۶ | Dança no Gelo               | خودش              | نمایش واقعی Domingão do Faustão           |
| ۲۰۰۶ | مالهسائو                    | پریسیلا بیتنکور   | (۲۰۰۶–۲۰۰۷)                               |
| ۲۰۰۸ | بلزا پورا                   | فرناندا بریتو     |                                           |
| ۲۰۰۸ | کاسوس و آکاسوس              | گابریلا           | Ep: "O Celular, a Viagem eo Dia Seguinte" |
| ۲۰۰۹ | سینکوئنتینا                 | باربارا رومرو     |                                           |
| ۲۰۰۹ | کاما د گاتو                 | اریکا کاستیلیونه  | کامئو                                     |
| ۲۰۱۰ | Princesa eo Vagabundo       | لیا               | ویژه Rede Globo                           |
| ۲۰۱۰ | نا فرما دا لی               | نینینها مورائو    | کامئو                                     |
| ۲۰۱۱ | لارا کام Z                  | باربارا رومرو     |                                           |
| ۲۰۱۱ | فینا استامپا                | بئاتریز لوبو      |                                           |
| ۲۰۱۲ | Dança dos Famosos 9         | خودش              | نمایش واقعی Domingão do Faustão           |
| ۲۰۱۲ | Casseta & Planeta Vai Fundo | پرنسس کیت میدلتون | کامئو                                     |
| ۲۰۱۳ | دیدی، ای پرگرینو            | ربکا              | کامئو                                     |
| ۲۰۱۴ | سگوندا وز                   | لوئیزا            | [ ۶ ]                                     |
| ۲۰۱۵ | Regra do Jogo               | تینا              |                                           |

### فیلم
| سال  | عنوان             | نقش   | یادداشت    |
| ---- | ----------------- | ----- | ---------- |
| ۱۹۹۹ | Xuxa Requebra     | شاگرد | کامئو      |
| ۲۰۰۱ | Xuxa e os Duendes | پری   | کامئو      |
| ۲۰۰۴ | Loucuras a Dois   | برونا |            |
| ۲۰۰۵ | اوی، میو آمور     | بلا   | فیلم کوتاه |

### تئاتر
| سال  | عنوان                          |
| ---- | ------------------------------ |
| ۱۹۹۷ | اوس باستیدورس                  |
| ۱۹۹۸ | Eu acredito em duende          |
| ۲۰۰۱ | O incrível mundo da imaginação |
| ۲۰۰۲ | یوونتود                        |
| ۲۰۰۳ | دالماتاس                       |
| ۲۰۰۴ | فاما: o موزیکال                |
| ۲۰۰۵ | Os Incríveis Anos 60           |
| ۲۰۰۶ | منتیرا                         |
| ۲۰۰۷ | Lembranças de um Sonho         |
| ۲۰۰۹ | کمدیا دوس ارروس                |
| ۲۰۱۰ | Mordendo os Lábios             |
| ۲۰۱۱ | اسکولا دی مولرس                |
| ۲۰۱۲ | Garota do Biquini Vermelho     |